# Lulu Belle
Pour plus de détails, voir Fiche technique et Distribution.
Lulu Belle est un film américain réalisé par Leslie Fenton, sorti en 1948.

## Fiche technique
- Titre original : Lulu Belle
- Réalisation : Leslie Fenton
- Scénario : Everett Freeman d'après une pièce de Charles MacArthur et de Edward Sheldon
- Dialogues : Karl Kamb
- Production : Benedict Bogeaus et Arthur M. Landau producteur associé
- Société de production : Benedict Bogeaus Production
- Société de distribution : Columbia Pictures
- Photographie : Ernest Laszlo
- Montage : James Smith
- Direction artistique : Duncan Cramer (en)
- Décorateur de plateau : Robert Priestley
- Costumes : Jean Louis
- Musique : Henry Russell
- Pays d'origine : États-Unis
- Format : Noir et blanc - 35 mm - 1,37:1 - Son : mono
- Genre : Drame
- Durée : 86 minutes
- Dates de sortie : 
  - États-Unis : 11 juin 1948 (première)
  - États-Unis : 15 août 1948 (sortie nationale)
  - France : 23 novembre 1949

## Distribution
- Dorothy Lamour : Lulu Belle
- George Montgomery : George Davis
- Albert Dekker : Mark Brady
- Otto Kruger : Harry Randolph
- Glenda Farrell : Molly Benson
- Greg McClure : Butch Cooper
- Charlotte Wynters : Mme Gloria Randolph
- Addison Richards : Commissaire de police John Dixon
- Clancy Cooper : Ed, le barman
- Martha Holliday : Pearl (non créditée)